# Marjorie Estiano
Marjorie Dias de Oliveira, más conocida como Marjorie Estiano (Curitiba, 8 de marzo de 1982), es una actriz y cantante brasileña. En el horario estelar, interpretó el papel protagonista en la telenovela Dos caras y el papel antagonista en Imperio, además de personajes de destaque en Páginas de la vida e India, una historia de amor. En otros horarios, fue el principal personaje antagónico en Malhação y protagonista en La vida sigue y Lado a lado, telenovela ganadora del Emmy. En el cine protagonizó las películas Beatriz, donde hizo el personaje del título; Garoto; Entre Irmãs, y dividió el papel principal de El tiempo y el viento con la gran Fernanda Montenegro.
Actualmente protagoniza en TV Globo la serie médica Sob Pressão, que le ha valido una nominación a los Premios Emmy como mejor actriz.

## Primeros años
Marjorie Estiano nació en Curitiba, en una familia integrada por Eurandir Lima de Oliveira (comerciante) y Marilene Dias (enfermera). Es la segunda de tres hermanos.
Ella hizo teatro desde los quince años, participó de las clases de formación en el Centro de Profesionalización de Teatro en el Teatro Lala Schneider y a los dieciocho años se graduó en Artes Escénicas por una escuela técnica de Paraná. Cuando finalizó sus primeros estudios, se mudó a São Paulo para mejorar sus habilidades actorales. Allí realizó estudios universitarios de Música durante dos años y Publicidad por un año en la Faculdade Paulista de Artes (FPA), además de asistir a la Escuela de Actores Wolf Maya.

## Carrera

### Como actriz
Mientras estudiaba música, realizó algunos comerciales de televisión, así como participación en obras teatrales. Ella era parte de un grupo de camareros cantantes que representaban películas de clásicos como Grease y Cabaret, llamado Cine Show. Después de esto, fue aceptada en el Taller de Actores de TV Globo y se trasladó a Río de Janeiro.
En 2004, obtuvo el papel de "Natasha Ferreira" para la temporada 11 de la telenovela Malhação, de la Rede Globo, principal cadena televisiva de Brasil. Ella fue el principal personaje antagónico de la trama, en la temporada de mayor audiencia de la historia de la teleserie, con audiencias de horario estelar, y la carrera musical del personaje ayudó a impulsar su carrera como cantante. Durante este período, ha sido premiada y nominada para premios como actriz y cantante.

En 2006, recibió un papel que ganó destaque en el curso de la trama, en la telenovela Páginas de la vida. En la teleserie del principal horario de Red Globo, ella ha interpretado Marina, una joven que sufría por tener que cuidar de su padre alcohólico.
El éxito del personaje la ayudó a entrar en el selecto grupo de protagonistas del horario estelar de la TV Globo en su novela siguiente. Ella fue elegida para interpretar la heroína María Paula de la telenovela Dos caras' (2007), un personaje ambiguo, dividido entre el amor y el deseo de venganza por el hombre que arruinó su vida en el pasado.
En 2009, en la misma cadena televisiva, obtuvo el papel de Tonia en India, una historia de amor, telenovela ganadora del Emmy 2009, también as las 9 p. m. El personaje Tonia fue una estudiante de medicina que se enamoró de un joven heredero, pero en el curso de la relación descubrió que su novio era esquizofrénico.
En 2010, participó de la obra teatral Corte Seco, de Chistine Jatahi y protagonizó la pieza Inverno da Luz Vermelha, de la prestigiada directora Monique Gardenberg, con texto de Adam Rapp, que le rindió un premio a la mejor actriz y elogios del cineasta Bruno Barreto.
En 2011, debutó en cine su primera película Malu de Bicicleta y fue una vez vez más protagonista en la miniserie Amor em Quatro Atos, como el personaje Letícia, una cineasta que montaba un clip sobre la música "Construção" (construcción) y se enamoró de un simple albañil. Después de tres telenovelas en horario estelar de TV Globo, fue una de las protagonistas de La vida sigue, su primera novela en el horario de las seis y tercero mayor éxito de TV Globo en el mercado internacional, que fue vendida a más de un centenar de países. Ella desempeñó el papel de Manuela, una joven que ayudó a crear la hija de su hermana en coma, se casó con el padre de la niña y vivió el drama de ver a su hermana despertar después de 5 años y buscar reanudar su vida.
En 2012,  participó una vez más en obra teatral de Monique Gardenberg, O Desaparecimento do Elefante, con texto de Haruki Murakami, y fue nominada y galardonada a premios. En el mismo horario de las seis, fue protagonista en la telenovela ganadora del Emmy 2013, Lado a Lado, una historia sobre la búsqueda de la liberación de la mujer en el inicio del siglo XX. Ella ha interpretado la feminista Laura, una joven aristócrata que escandalizó a la sociedad de la época por divorciarse de su marido, tratar de tener una carrera (como profesora y periodista) en contra de los deseos de su familia, y por mantener una estrecha amistad con una bailarina de samba y descendiente de esclavos.<
En 2013, ella desempeñó el personaje interpretado en la vejez por la actriz Fernanda Montenegro en la película O Tempo e o Vento, que tuvo una versión televisiva en el año siguiente. Marjorie protagonizó la etapa joven de la heroína Bibiana, cuyo el amor prohibido por el Capitán Rodrigo fue el eje de la rivalidad entre dos familias por más de un siglo de historia.
En 2014, finaliza su álbum, Oito, donde graba con Gilberto Gil, y en cine protagoniza la película Beatriz, hace parte del trío principal de Apneia, es confirmada como protagonista de Todo Amor y A Onda Maldita y participa de las grabaciones de Garoto. Además protagoniza en la serie Eu que amo Tanto y participa en la novela del horario estelar, Império, donde interpreta la villana Cora, primero en la juventud, y después en la segunda fase, cuando Drica Moraes se aleja de la trama por razones de salud.
En 2015, después de la final de la novela Império, participa junto a Carolina Dieckmann de una película de terror, Aurora , con dirección de José Eduardo Belmonte, interpreta el papel inspirado en Madame de Tourvel en la miniserie Ligações Perigosas, adaptación de la famosa novela epistolar escrita por Pierre Choderlos de Laclos, con estrena en 2016, graba la película de Andrucha Waddington, Sob Pressão, y planea conciertos por el Brasil.
En 2016, además de Ligações Perigosas, participa de los espectáculos musicales de Nívea Rock y de la miniserie Justiça, como Beatriz, una bailarina que se convierte en tetrapléjica al ser atropellada por el jefe de su pareja (interpretado por Cauã Reymond) y pide a él que le haga eutanásia. En el teatro actuó en la obra Fluxorama, jugando un corredor de maratón. En el cine se estrenó la película Sob Pressão, que se transformó en una serie semanal de TV Globo en 2017.
En 2017 se estrenó la película Entre Irmãs, que protagonizó junto a Nanda Costa y fue una serie de cinco capítulos en TV Globo en 2018, además del mayor éxito de audiéncia del horario en 20 años.

## Filmografía

### Teatro
| Teatro      | Teatro                               | Teatro                    | Teatro                                           | Teatro |
| Año         | Título                               | Personaje                 | Notas                                            |        |
| ----------- | ------------------------------------ | ------------------------- | ------------------------------------------------ | ------ |
| 1997        | A Raposa e as Uvas                   | Participación             | semiprofesional                                  |        |
| 199?        | A Casa de Bernarda Alba              | Participación             | semiprofesional                                  |        |
| 199?        | Lisístrata                           | Participación             | semiprofesional                                  |        |
| 1999        | Clarice                              | Protagonista              | semiprofesional                                  |        |
| 200?        | "O Palhaço Imaginador"               | Participación             | semiprofesional                                  |        |
| 200?        | "Liberdade, Liberdade"               | Cantante                  | semiprofesional                                  |        |
| 200?        | "Buchicho"                           | Protagonista              | semiprofesional                                  |        |
| 2002 - 2003 | "Beijos, Escolhas e Bolhas de Sabão" | Tati                      | Estrena Profesional - Dirección: Jaime Celiberto |        |
| 2003        | "Bárbara não lhe adora"              | Bárbara (Protagonista)    | Dirección: Henrique Tavares                      |        |
| 2010        | "Corte Seco"                         | Samantha (Protagonista)   | Dirección: Chistine Jatahi                       |        |
| 2011        | "Inverno da Luz Vermelha"            | Cristine (Protagonista)   | Dirección: Monique Gardenberg e Michele Matalon  |        |
| 2012 - 2013 | O Desaparecimento do Elefante        | Atashi (coprotagonista)   | Dirección: Monique Gardenberg e Michele Matalon  |        |
| 2016 - 2017 | Fluxorama                            | Valkirie (coprotagonista) | Dirección: Monique Gardenberg                    |        |
| 2019        | Os Sete Afluentes do Rio Ota         | Muchos personajes         | Dirección: Monique Gardenberg                    |        |

### Televisión
| Televisión | Televisión                  | Televisión                        | Televisión                                           | Televisión |
| Año        | Título                      | Personaje                         | Notas                                                |            |
| ---------- | --------------------------- | --------------------------------- | ---------------------------------------------------- | ---------- |
| 2003       | Malhação                    | Fabiana                           | Temporada 10, 4 episodios                            |            |
| 2004-2006  | Malhação                    | Natasha Ferreira                  | Temporada 11 y 12 - Antagonista                      |            |
| 2005-2007  | A Turma do Didi             | Marjorie Estiano                  | 2 episodios                                          |            |
| 2006       | Páginas de la vida          | Marina Martins de Andrade Rangel  | Personaje secundario                                 |            |
| 2007       | Sob Nova Direção            | Nelly Li                          | Episodio: "A Dona da Voz" (Temporada 4, Episodio 11) |            |
| 2007       | Dos caras                   | Maria Paula Fonseca do Nascimento | Protagonista                                         |            |
| 2009       | India, una historia de amor | Tônia Cavinato Cadore             | Personaje secundario                                 |            |
| 2010       | S.O.S. Emergência           | Flávia Menezes                    | Episodio: "Na Saúde e Na Doença"                     |            |
| 2011       | Amor em Quatro Atos         | Letícia                           | Episodio: Ela Faz Cinema - Protagonista              |            |
| 2011       | La vida sigue               | Manuela Fonseca                   | Protagonista                                         |            |
| 2012       | Lado a Lado                 | Laura Assunção                    | Protagonista                                         |            |
| 2014       | Imperio                     | Cora dos Anjos                    | Antagonista                                          |            |
| 2014       | Eu que amo tanto            | Angélica                          | Episodio: Angélica - Protagonista                    |            |
| 2016       | Ligações Perigosas          | Mariana Tavares                   | Protagonista                                         |            |
| 2016       | Justicia                    | Beatriz                           | Participación                                        |            |
| 2017-2022  | Sob Pressão                 | Dr. Carolina                      | Protagonista                                         |            |
| 2019       | Entre Irmãs                 | Emília                            | Protagonista                                         |            |

### Cine
| Cine | Cine                                  | Cine                          | Cine         | Cine |
| Año  | Título                                | Personaje                     | Notas        |      |
| ---- | ------------------------------------- | ----------------------------- | ------------ | ---- |
| 2011 | Malu de Bicicleta                     | Sueli                         |              |      |
| 2013 | O Tempo e o Vento                     | Bibiana Terra Cambará (joven) | Protagonista |      |
| 2014 | Apneia                                | Giovanna                      |              |      |
| 2015 | Beatriz                               | Beatriz                       | Protagonista |      |
| 2015 | Garoto                                | Garota                        | Protagonista |      |
| 2016 | Sob Pressão                           | Dr. Carolina                  |              |      |
| 2017 | As Boas Maneiras                      | Clara                         |              |      |
| 2017 | Entre Irmãs                           | Emília                        | Protagonista |      |
| 2018 | A Onda Maldita                        | Alice                         | Protagonista |      |
| 2018 | Aurora                                | Mônica                        |              |      |
| 2018 | Todo Clichê de Amor                   | Dani                          |              |      |
| 2018 | Paraíso Perdido                       | -                             |              |      |
| 2018 | Jamais Estive tão Segura de mim mesma | -                             |              |      |

### Conductora
- 2011: Cine Conhecimento[60]

### Como Cantante
En Malhação, ella comenzó a compartir las voces de la banda con el cantante, Gustavo (Guilherme Berenguer). Victor Pozas y Alexandre Castilho empezaron a grabar demos con Marjorie Estiano y a enviar a los sellos discográficos. Universal Music se interesó, y contrató la joven. Después de varios meses de estudio, su auto-titulado álbum, Marjorie Estiano, fue lanzado. El primer sencillo, "Você Sempre Será", que se realizó previamente en Malhação, ganó el Premio Mejores del Año, del Domingão do Faustão, a la Canción del Año. Su primer álbum vendió más de 175.000 copias y el DVD alcanzó un máximo de 42.000 copias vendidas. Gracias a la enorme cobertura radiofónica de la canción "Você Sempre Sera", su álbum fue disco de platino.

## Discografía
- 2005:Marjorie Estiano
- 2007:Flores, Amores e Blábláblá
- 2014: Oito

### DVD
- 2005: Marjorie Estiano e Banda Ao Vivo

### Videos Oficiales de Canciones
| Año  | Título           | Director       | - | Álbum                      |
| ---- | ---------------- | -------------- | - | -------------------------- |
| 2005 | Você Sempre Será | Afonso Poyart  | - | Marjorie Estiano           |
| 2007 | Espirais         | Sin créditos   | - | Flores, Amores e Blábláblá |
| 2007 | Tatuagem         | Bruno Murtinho | - | Flores, Amores e Blábláblá |
| 2015 | Me Leva          | Gustavo von Ha | - | Oito                       |

Certificaciones:
- 2005: Disco de Platino, CD Marjorie Estiano
- 2005: Disco de Oro, DVD Marjorie Estiano e Banda
- 2005: Disco de Oro, CD Marjorie Estiano
- 2009: Download de Oro, canción Por mais que eu tente[61][62]

## Premios
| Año  | Premio                                   | Trabajo                            | Categoría                                                 | Resultado | Ref                                               |
| ---- | ---------------------------------------- | ---------------------------------- | --------------------------------------------------------- | --------- | ------------------------------------------------- |
| 1999 | Festival de Teatro Lala Schneider        | Clarice                            | Mejor Actriz de teatro                                    | Ganadora  | [ 63 ]                                            |
| 2004 | Trofeo Domingão - Mejores del Año        | Malhação                           | Actriz Revelación                                         | Nominada  | [ 64 ]                                            |
| 2004 | PopTV - UOL                              | Malhação                           | Actriz Revelación                                         | Ganadora  | [ 65 ]                                            |
| 2005 | Jovem Brasileiro                         | Malhação                           | Mejor Actriz                                              | Ganadora  |                                                   |
| 2005 | Trofeo Domingão - Mejores del Año        | "Você Sempre Será                  | Canción del Año                                           | Ganadora  | [ 66 ]                                            |
| 2005 | Trofeo Leão Lobo                         | Marjorie Estiano                   | Cantante Revelación                                       | Ganadora  | [ 67 ]                                            |
| 2005 | Mis Premios Nick                         | Marjorie Estiano                   | Cantante Revelación                                       | Ganadora  | [ 68 ]                                            |
| 2006 | Multishow de Música Brasileira           | Marjorie Estiano                   | Cantante Revelación                                       | Ganadora  | [ 69 ]                                            |
| 2006 | Minha Novela                             | Páginas da Vida                    | Mejor Actriz de Reparto                                   | Ganadora  | [ 70 ]                                            |
| 2006 | Mis Premios Nick                         | Marjorie Estiano                   | Cantante Favorita                                         | Nominada  | [ 71 ]                                            |
| 2007 | Trofeo Imprensa                          | Páginas da Vida                    | Actriz Revelación                                         | Nominada  | [ 72 ]                                            |
| 2007 | Contigo!                                 | Páginas da Vida                    | Mejor Actriz de Reparto                                   | Nominada  | [ 73 ]                                            |
| 2007 | Trofeo Domingão - Mejores del Año        | Páginas da Vida                    | Mejor Actriz de Reparto                                   | Nominada  |                                                   |
| 2008 | Capricho Awards                          | Duas Caras                         | Mejor Actriz                                              | Nominada  | [ 74 ]                                            |
| 2009 | Mis Premios Nick                         | Caminho das Índias                 | Mejor Actriz                                              | Nominada  | [ 75 ]                                            |
| 2009 | Capricho Awards                          | Caminho das Índias                 | Mejor Actriz                                              | Nominada  | [ 76 ]                                            |
| 2011 | Arte Qualidade Brasil                    | Inverno da Luz Vermelha            | Mejor Actriz de teatro - drama                            | Ganadora  | [ 77 ]                                            |
| 2011 | Guaraní                                  | Malu de Bicicleta                  | Mejor Actriz de Reparto                                   | Nominada  | [ 78 ]                                            |
| 2011 | MZOTV                                    | La Vida Sigue                      | Mejor Actriz                                              | Nominada  | [ 79 ] [ 80 ]                                     |
| 2011 | Caras                                    | La Vida Sigue                      | Mejor Protagonista                                        | Ganadora  | [ 81 ] [ 82 ]                                     |
| 2011 | Quem                                     | La Vida Sigue                      | Mejor Actriz Coestelar o de Reparto                       | Ganadora  | [ 83 ]                                            |
| 2011 | Mis Premios Nick                         | La Vida Sigue                      | Personaje Favorito                                        | Nominada  | [ 84 ] [ 85 ]                                     |
| 2012 | Extra                                    | La Vida Sigue                      | Mejor Actriz                                              | Nominada  | [ 86 ]                                            |
| 2012 | Noveleiros                               | Lado a Lado                        | Mejor pareja romántica de telenovela (con Thiago Fragoso) | Ganadora  | [ 87 ]                                            |
| 2013 | Contigo!                                 | Lado a Lado                        | Mejor Actriz                                              | Nominada  | [ 88 ]                                            |
| 2013 | Teledossiê                               | Lado a Lado                        | Mejor Actriz                                              | Nominada  | [ 89 ] [ 90 ]                                     |
| 2013 | Retrospectiva UOL                        | Lado a Lado                        | Mejor Actriz                                              | Nominada  | [ 91 ]                                            |
| 2013 | Trans Brasil TV                          | Lado a Lado                        | Mejor Actriz e Mejor Cantante                             | Nominada  | [ 92 ] [ 93 ]                                     |
| 2013 | APTR                                     | O Desaparecimento do Elefante      | Mejor Actriz de Reparto en teatro                         | Nominada  | [ 94 ]                                            |
| 2013 | Aplauso Brasil de Teatro                 | O Desaparecimento do Elefante      | Mejor Actriz de Reparto en teatro                         | Ganadora  | [ 95 ]                                            |
| 2013 | Aplauso Brasil de Teatro                 | O Desaparecimento do Elefante      | Mejor Reparto                                             | Nominada  | [ 96 ]                                            |
| 2013 | Arte Qualidade Brasil                    | O Desaparecimento do Elefante      | Mejor Actriz                                              | Nominada  | [ 97 ]                                            |
| 2014 | MegaHertz                                | Império                            | Mejor Actriz                                              | Nominada  | [ 98 ] [ 99 ]                                     |
| 2015 | Troféu Internet                          | Império                            | Mejor Actriz                                              | Nominada  | [ 100 ]                                           |
| 2015 | 11º FIESP/SESI-SP                        | Apneia                             | Mejor Actriz de Reparto                                   | Nominada  | [ 101 ]                                           |
| 2015 | MIFF AWARDS of Milan                     | Apneia                             | Mejor Actriz de Reparto                                   | Nominada  | [ 102 ]                                           |
| 2016 | Aplauso Brasil de Teatro                 | Fluxograma                         | Mejor Reparto                                             | Nominada  | [ 103 ]                                           |
| 2016 | Mejor del cine                           | Sob Pressão                        | Mejor Actriz de Reparto                                   | Nominada  | [ 104 ]                                           |
| 2017 | 43.er Festival Sesc de Cinema            | Sob Pressão                        | Mejor Actriz                                              | Nominada  | [ 105 ] [ 106 ]                                   |
| 2017 | Trofeo Redentor - Festival de Cine de RJ | As Boas Maneiras                   | Mejor Actriz de Reparto                                   | Ganadora  | [ 107 ]                                           |
| 2017 | Notícias da TV                           | Sob Pressão                        | Mejor Actriz de serie                                     | Ganadora  | [ 108 ]                                           |
| 2017 | Trofeo Domingão - Mejores del Año        | Sob Pressão                        | Mejor Actriz de Serie                                     | Ganadora  | [ 109 ]                                           |
| 2017 | F5                                       | Sob Pressão                        | Mejor Actriz de Serie                                     | Ganadora  | [ 110 ]                                           |
| 2017 | Contigo                                  | Sob Pressão                        | Mejor Actriz de Serie                                     | Ganadora  | [ 111 ]                                           |
| 2017 | APCA                                     | Sob Pressão                        | Mejor Actriz                                              | Nominada  | [ 112 ]                                           |
| 2017 | UOL TV                                   | Sob Pressão                        | Mejor Actriz                                              | Ganadora  | [ 113 ]                                           |
| 2018 | 15º Zinegoak - Bilbao Film Festival      | As Boas Maneiras                   | Mejor Actriz de Reparto                                   | Ganadora  | [ 114 ]                                           |
| 2018 | Extra                                    | Sob Pressão                        | Mejor Actriz                                              | Nominada  | [ 115 ]                                           |
| 2018 | 23° Guarani Film Festival                | Entre Irmãs                        | Mejor Actriz                                              | Nominada  | [ 116 ]                                           |
| 2018 | Grande Prêmio do Cinema Brasileiro       | Entre Irmãs                        | Mejor Actriz                                              | Nominada  | [ 117 ]                                           |
| 2018 | 12º FIESP/SESI-SP                        | Entre Irmãs                        | Mejor Actriz de Serie                                     | Ganadora  | [ 118 ] [ 119 ]                                   |
| 2018 | Trofeo APCA                              | Sob Pressão                        | Mejor Actriz                                              | Ganadora  | [ 120 ]                                           |
| 2018 | Trofeo FIPA D'Or de Biarritz             | Sob Pressão                        | Mejor Actriz                                              | Ganadora  | [ 121 ]                                           |
| 2019 | Grande Prêmio do Cinema Brasileiro       | As Boas Maneiras y Paraíso Perdido | Mejor Actriz y Mejor Actriz de Reparto                    | Nominada  | .                                                 |
| 2019 | Premio Platino                           | Sob Pressão                        | Mejor Actriz de Serie                                     | Nominada  | [ 123 ]                                           |
| 2019 | Premios Emmy Internacional               | Sob Pressão                        | Mejor Actriz                                              | Nominada  | [ 124 ]                                           |
| 2020 | Contigo                                  | Sob Pressão                        | Mejor Actriz                                              | Nominada  | [ 125 ]                                           |
| 2020 | The Brazilian Critic                     | Sob Pressão                        | Mejor Actriz                                              | Ganadora  | <ref{https://natelinha.uol.com.br/melhores/</ref> |
| 2020 | SB Award                                 | Sob Pressão                        | Mejor Actriz                                              | Nominada  | [ 126 ]                                           |
| 2020 | Splash Award                             | Sob Pressão                        | Mejor Actriz                                              | Nominada  | [ 127 ]                                           |
| 2020 | Trofeo APCA                              | Sob Pressão                        | Mejor Actriz                                              | Nominada  | [ 128 ]                                           |
| 2020 | Mejores del año Na Telinha               | Sob Pressão                        | Mejor Actriz                                              | Ganadora  | [ 129 ]                                           |
| 2020 | Mejores del año Minha Novela             | Sob Pressão                        | Mejor Actriz                                              | Ganadora  | [ 130 ]                                           |
| 2021 | Bibi Ferreira                            | Sete Afluentes do Rio Otta         | Mejor Actriz de teatro                                    | Nominada  | [ 131 ]                                           |
| 2021 | Contigo                                  | Sob Pressão                        | Mejor Actriz                                              | Ganadora  | [ 131 ]                                           |
| 2021 | F5                                       | Sob Pressão                        | Mejor Actriz                                              | Ganadora  | [ 132 ]                                           |
| 2021 | Glow                                     | Sob Pressão                        | Mejor Actriz                                              | Ganadora  | [ 133 ]                                           |
| 2021 | Notícias da Tv                           | Sob Pressão                        | Mejor Actriz                                              | Ganadora  | [ 134 ]                                           |
| 2022 | Trofeo Domingão - Mejores del año        | Sob Pressão                        | Mejor Actriz                                              | Ganadora  | [ 135 ]                                           |

### Otros Reconocimientos
- 2009: Pareja favorita de Caminho das Índias (India, una historia de amor), para Tônia y Tarso, con 75% de preferencia de los votantes.[136]
- 2011: Mejor Actriz del Año según el editor de la revista Minha Novela, por La vida sigue.[137][138]
- 2012: Mejor Escena de accidente de televisión, Trofeo Video Show Retrô, por La vida sigue.[139]
- 2012: Musa de Lado a Lado, con 35% de preferencia de los votantes del sitio Ego.[140]
- 2012: Mejor Pareja Romántica del Año, para Laura y Edgar de Lado a Lado, según el editor de la revista Minha Novela.[141][142]
- 2012: Mejor escena romántica de novelas, para Laura y Edgar de Lado a Lado, según la preferencia de los votantes de Video Show.[143]
- 2013: Mejor escena de petición de mano de novelas, para Laura y Edgar de Lado a Lado, según la preferencia de los votantes de Video Show.[144]
- 2014: Protagonista de maquillaje más hermosa de la televisión, por Laura de Lado a Lado, con 31% de los votos de Video Show, entre ocho protagonistas en competencia.[145][146]
- 2014: Oito en el Top 12 del Top 20 de mejor CD del año.[147]
- 2014: Las mejores antagonistas del año, según crítica de Clic RBS/Noveleiros, por Cora de Império.[148]
- 2015: Nuevos talentos de la nueva MPB (Música Popular Brasileña) con Oito.[149]

## En otros productos
La actriz lanzó moda y ha popularizado estilos en las novelas que protagonizó.
Las blusas de María Paula, de Duas Caras eran campeones de alabanza en el Central Globo de Atendimento (Servicio Globo a televidentes) y en la Revista Manequim, una importante revista de moda brasileña. y su corte de pelo era un de los más solicitados.
El esmalte de uñas usado por Manuela en La vida sigue fue el campeón de solicitudes entre los televidentes de TV Globo.
Su color de pelo en Lado a Lado fue uno de los más solicitados de la televisión y quinto favorito entre las televidentes, y su protagonista fue elegida con el más bello maquillaje de televisión.